# Anarcosindicalismo básico
Anarcosindicalismo básico es un libro escrito por varios autores y editado por la Federación Local de Sindicatos de Sevilla de la CNT-AIT en el año 2001. El libro describe los conceptos básicos del anarcosindicalismo y el funcionamiento y estructura de la CNT, siendo un libro ampliamente difundido entre los militantes recientemente afiliados a esta central anarcosindicalista. 

## Contenido
1. Dos palabras previas
2. Así empezó todo
3. Introducción
4. ¿Qué es el anarcosindicalismo?
5. La estructura básica del anarcosindicalismo: El sindicato de ramo
6. Funcionamiento de la CNT en las empresas: la Sección Sindical
7. Relación de tu sindicato con otros sindicatos de CNT de tu localidad: la Federación Local
8. ¿Cómo se coordinan las distintas anarcosindicales del mundo?
9. La prensa confederal
10. La Fundación Anselmo Lorenzo
11. El panfleto
12. Dedicatorias del trabajo